# Canottaggio ai XVII Giochi del Mediterraneo
Le gare di canottaggio ai XVII Giochi del Mediterraneo si sono svolte tra il 21 e il 23 giugno 2013 alla boathouse nella Çukurova Üniversitesi.
Dei sette eventi previsti, cinque sono maschili e due femminili. Il due di coppia pesi leggeri femminile è stato cancellato a causa delle poche iscrizioni pervenute.

## Calendario
Le gare hanno seguito il seguente calendario:
| ● | Competizioni | ● | Finali |

| Giugno |    |    |    |    |    |    |    |    |    |
| 18     | 19 | 20 | 21 | 22 | 23 | 24 | 25 | 26 | 27 |
|        |    |    | ●  | ●  | ●  |    |    |    |    |

## Podi

### Uomini
| Evento                              | Oro                                            | Perform. | Argento                                      | Perform. | Bronzo                                   | Perform. |
| Singolo (dettagli)                  | Francesco Cardaioli                            | 7'00"53  | Dionysios Angelopoulos                       | 7'03"07  | Noureldin Younis                         | 7'04"00  |
| 2 di coppia (dettagli)              | Italia Francesco Fossi Romano Battisti         | 6'20"76  | Serbia Marko Marjanović Aleksandar Filipović | 6'22"06  | Slovenia Jure Grace Ales Zupan           | 6'31"29  |
| 2 senza (dettagli)                  | Italia Marco Di Costanzo Matteo Castaldo       | 6'30"78  | Serbia Nikola Stojić Nenad Beđik             | 6'31"42  | Spagna Pau Vela Alexander Sigurbjörnsson | 6'37"38  |
| 2 di coppia pesi leggeri (dettagli) | Grecia Eleftherios Konsolas Spyridon Giannaros | 6'27"71  | Turchia Enes Kusku Bayram Sönmez             | 6'31"24  | Italia Elia Luini Andrea Micheletti      | 6'32"32  |
| Singolo pesi leggeri (dettagli)     | Pietro Ruta                                    | 7'02"10  | Hüseyin Kandemir                             | 7'06"81  | Panagiotis Magdanis                      | 7'09"65  |

### Donne
| Evento                          | Oro                   | Perform. | Argento       | Perform. | Bronzo            | Perform. |
| Singolo (dettagli)              | Iva Obradović         | 7'39"04  | Giada Colombo | 7:44.04  | Marcela Milošević | 7:44.25  |
| Singolo pesi leggeri (dettagli) | Aikaterini Nikolaidou | 7'45"71  | Laura Milani  | 7'49"47  | Anna Ioannou      | 7'50"41  |

## Medagliere
| Posizione | Paese    | Oro | Argento | Bronzo | Totale |
| --------- | -------- | --- | ------- | ------ | ------ |
| 1         | Italia   | 4   | 2       | 1      | 7      |
| 2         | Grecia   | 2   | 1       | 1      | 4      |
| 3         | Serbia   | 1   | 2       | 0      | 3      |
| 4         | Turchia  | 0   | 2       | 0      | 2      |
| 5         | Slovenia | 0   | 0       | 1      | 1      |
| 5         | Croazia  | 0   | 0       | 1      | 1      |
| 5         | Cipro    | 0   | 0       | 1      | 1      |
| 5         | Egitto   | 0   | 0       | 1      | 1      |
| 5         | Spagna   | 0   | 0       | 1      | 1      |
| Totale    | Totale   | 7   | 7       | 7      | 21     |